# Наві (село)
Наві (ест. Navi) — село в Естонії, входить до складу волості Виру, повіту Вирумаа.